# Jean-Sébastien Lamoureux
Pour les articles homonymes, voir Lamoureux.
Jean-Sébastien Lamoureux, né le 28 février 1974 à Anjou, arrondissement de la ville de Montréal depuis 2002, est un homme politique et avocat québécois, député d'Anjou à l'Assemblée nationale du Québec sous la bannière du Parti libéral du Québec de 1998 jusqu'à sa démission en 2001.

## Biographie

### Jeunesse
Jean-Sébastien Lamoureux naît à Anjou en 1974, sur l'est de l'île de Montréal. Il devient stagiaire au bureau du ministre canadien des Affaires étrangères de 1994 à 1995 et au bureau du chef de l'opposition officielle du Québec l'année suivante. Il est diplômé de la faculté de droit de l'Université de Montréal la même année et est appelé au Barreau en 1997. De 1997 à 1998, il travaille pour le cabinet d'avocat Leduc, Leblanc. En 2001, il est diplômé en administration de l'HEC Montréal.
Son père Jacques Lamoureux a été président du Parti libéral du Québec.

### Carrière politique
Pour les élections générales québécoises de 1998, le Parti libéral nomme Lamoureux comme candidat. Puisque le Parti québécois avait remporté le siège à Anjou de très près durant les élections précédentes, une lutte serrée était prévue dans la circonscription. Pendant sa campagne, Lamoureux se prononce contre la souveraineté du Québec. La lutte est effectivement serrée, puisque lorsque Lamoureux remporte le siège contre le député sortant Pierre Bélanger avec seulement 143 votes de plus,.
La 36e législature est formée, avec une fois de plus un gouvernement majoritaire du Parti québécois. En tant que membre de l'opposition officielle, Lamoureux est nommé critique de l'immigration, et émet l'intention d'adopter une politique visant à augmenter l'immigration en région. Pendant sa carrière de député, il s'est aussi prononcé contre l'islamophobie en montée suivant les attentats du 11 septembre 2001.
En février 1999, des rapports nouvellement publiés montrent qu'il y a eu fraude électorale dans la circonscription d'Anjou. Le Parti québécois porte alors plainte au directeur des élections, avec Pierre Bélanger indiquant qu'il a repéré au moins 40 irrégularités dans les décomptes. Contre ces accusations, Lamoureux nie être impliqué et dit qu'il n'en savait rien. Le chef du PLQ Jean Charest a tout de même été en faveur d'une enquête du directeur général sur ces accusations, pour résoudre le problème.
En août 1999, des employés du directeur des élections arrêtent quatre personnes en lien avec l'affaire de fraude électorale à Anjou. En mai 2001, Claude Lavigne est arrêté pour avoir payé dix dollars à des personnes pauvres pour voter pour le Parti libéral. En septembre, l'ancien travailleur pour la campagne électorale des libéraux Alberto Berardinucci est arrêté pour avoir payé des personnes pour voter plusieurs fois sous des fausses identités.
L'enquête conclut finalement que le Parti libéral n'avait pas lui-même orchestré la fraude et que Lamoureux n'était pas non plus impliqué. Cependant, le 19 septembre 2001, il démissionne puisque son élection était encore considérée douteuse et que le résultat aurait pu être influencé par la fraude,. Un chroniqueur du Montreal Gazette écrit plus tard qu'il n'était pas certain les votes aient influencé les résultats de l'élection.
Il ne se représente pas à l'élection partielle qui suit sa démission, gagnée par la libérale Lise Thériault.

### Après la vie politique
Jean-Sébastien Lamoureux retourne dans le domaine du droit, travaillant pour le cabinet Osler, Hoskin and Harcourt de 2001 à 2003. De 2003 à 2006, il est chef d'équipe pour la secrétaire du Conseil du trésor Monique Jérôme-Forget, avant d'être nommé vice-président des filiales d'Investissement Québec et président de FIER Partenaires.
En mars 2009, il rejoint les conseils d'administration de l'École polytechnique de Montréal et de Innovatech. Il est par la suite membre de Kirchner Private Capital Group et de Réseau capital. Il est président de l'Association des MBA du Québec en 2014.

## Résultats électoraux
|                                                                                               | Nom                       | Parti                 | Nombre de voix | %      | Maj. |
| --------------------------------------------------------------------------------------------- | ------------------------- | --------------------- | -------------- | ------ | ---- |
|                                                                                               | Jean-Sébastien Lamoureux  | Libéral               | 12 097         | 44,5 % | 143  |
|                                                                                               | Pierre Bélanger (sortant) | Parti québécois       | 11 954         | 44 %   | -    |
|                                                                                               | Michel Lalonde            | Action démocratique   | 2 825          | 10,4 % | -    |
|                                                                                               | Bernard Beaulieu          | Démocratie socialiste | 192            | 0,7 %  | -    |
|                                                                                               | Roberto Barba             | Parti innovateur      | 68             | 0,3 %  | -    |
|                                                                                               | Teresa Vergara            | Communiste            | 44             | 0,2 %  | -    |
| Total                                                                                         | Total                     | Total                 | 27 180         | 100 %  |      |
| Le taux de participation lors de l'élection était de 82,3 % et 384 bulletins ont été rejetés. |                           |                       |                |        |      |